# Zaunröden

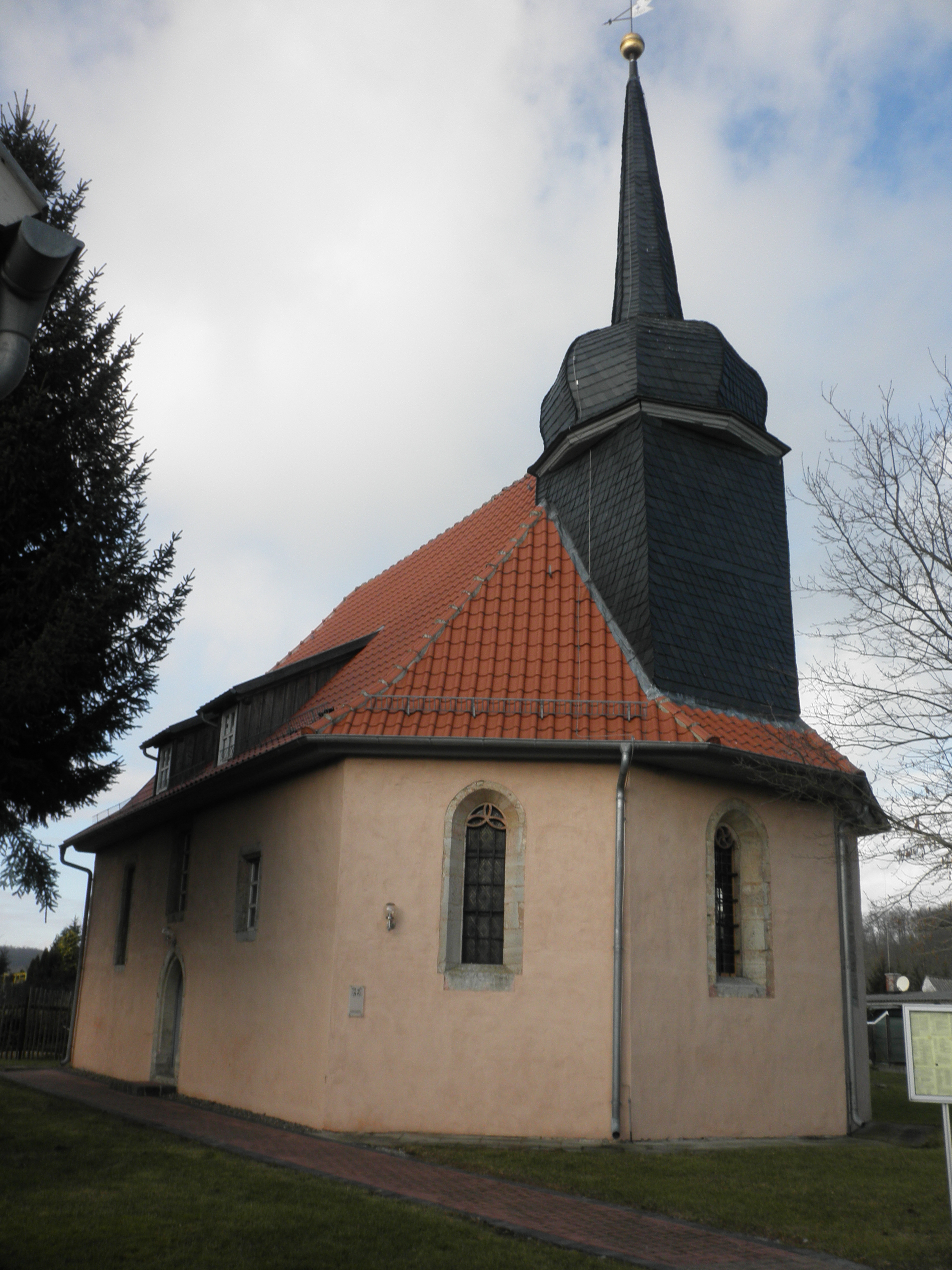
Friedenskirche in Zaunröden

Zaunröden ist mit 82 Einwohnern ein Ortsteil der Gemeinde Unstruttal im Unstrut-Hainich-Kreis in Thüringen.

## Lage
Zaunröden befindet sich mit seiner Gemarkung im Norden des Unstrut-Hainich-Kreises unmittelbar an der Kreisgrenze zum Kyffhäuserkreis und Landkreis Eichsfeld auf einer höhergelegenen Fläche des Dün auf überwiegend Muschelkalkverwitterungsböden. Die Ortslage liegt ungefähr 13 Kilometer nordöstlich von Mühlhausen und ist von Wäldern umgeben, nördlich beginnen die Wälder von Deuna und östlich der Keulaer Wald. Mit der Landesstraße 1032 hat das Dorf Verbindung nach Hüpstedt und Keula. Der Kalksteintagebau des Zementwerkes Deuna reicht im Norden weit in die Gemarkung von Zaunröden hinein.

## Geschichte
Im Jahr 1378 wurde das Dorf erstmals urkundlich erwähnt. Die Ortslage befand sich zunächst westlich der Schwarzburger Landwehr, nach seiner Zerstörung im Bauernkrieg wurde das Dorf östlich der Landwehr wieder aufgebaut.
Der Ort gehörte bis 1815 zum kursächsischen Amt Langensalza und lag als Exklave zwischen dem kurmainzischen Eichsfeld und der Unterherrschaft des Fürstentums Schwarzburg-Sondershausen. Nach seiner Abtretung an Preußen gehörte Zaunröden von 1816 bis 1944 zum Landkreis Worbis in der Provinz Sachsen.
Von 1952 bis 1994 gehörte der Ort zum Kreis Sondershausen und wurde bei der Kreisreform Thüringen 1994 als einzige Gemeinde des Kreises Sondershausen dem Unstrut-Hainich-Kreis zugeschlagen. Am 1. Januar 1994 schlossen sich die Gemeinden Beberstedt, Hüpstedt und Zaunröden zur neuen Gemeinde Dünwald zusammen.
Nach der auf einer Bürgerbefragung beschlossenen Auflösung der Gemeinde Dünwald am 1. Januar 2023 wurde Zaunröden in die Gemeinde Unstruttal eingegliedert.

### Verwaltungsgeschichte im Überblick
Die folgende Liste zeigt die Staaten und Verwaltungseinheiten, denen Zaunröden angehört(e) (bis zur Trennung der Rechtsprechung von der Verwaltung waren die Ämter sowohl Gericht als auch Verwaltungsorgan):
- ab 1485: Heiliges Römisches Reich, Albertinische Herzöge von Sachsen
- ab 1547: Heiliges Römisches Reich, Kurfürstentum Sachsen, Amt Langensalza
- ab 1806: Königreich Sachsen, Amt Langensalza
- ab 1815: Königreich Preußen, Provinz Sachsen, Landkreis Worbis[8]
- ab 1945: Sowjetische Besatzungszone, Land Thüringen, Landkreis Worbis
- ab 1946: Sowjetische Besatzungszone, Land Thüringen, Landkreis Nordhausen[9]
- ab 1949: Deutsche Demokratische Republik, Land Thüringen, Landkreis Nordhausen[6]
- ab 1950: Deutsche Demokratische Republik, Land Thüringen, Landkreis Mühlhausen[10][11]
- ab 1952: Deutsche Demokratische Republik, Bezirk Erfurt, Kreis Sondershausen[6]
- ab 1990: Bundesrepublik Deutschland, Thüringen, Landkreis Sondershausen
- ab 1994: Bundesrepublik Deutschland, Thüringen, Unstrut-Hainich-Kreis, Gemeinde Dünwald[12]
- ab 2023: Bundesrepublik Deutschland, Thüringen, Unstrut-Hainich-Kreis, Gemeinde Unstruttal[7]

## Sehenswürdigkeiten
- evangelische Friedenskirche
- Bodendenkmal Schwarzburger Landwehr
- Steinkreuz am Ortsrand

## Persönlichkeiten
- Carl Mengewein (1852–1908), Komponist